# 저널 데사반스
저널 데사반스(Journal des sçavans)는 유럽에서 출판된 가장 초기의 학술지이다. 그것은 가장 초기에 출판된 과학 저널로 여겨진다. 그것은 현재 유럽의 역사와 전근대 문학에 초점을 맞추고 있다.

## 설명
첫 번째 호는 1665년 1월 5일 월요일에 12페이지짜리 쿼토 팸플릿으로 나왔다. 이것은 1665년 3월 6일 왕립학회의 철학적 거래가 처음 등장하기 직전이었다. 18세기 프랑스의 의사이자 백과사전 전문가인 루이 앙느 라 비로트 (1725–1759)는 앙리 프랑수아 다게소 총리의 보호를 통해 이 저널에 소개되었다. 그것의 내용은 원래 유명한 남자들의 부고, 교회 역사, 과학적 발견, 그리고 법적 보고서를 모두 포함했다. 자연철학은 본래의 영역의 일부였다. 그것은 최초로 출판된 과학 저널로 여겨진다. 이 저널은 프랑스 혁명 중인 1792년에 출판을 중단했고 1797년에 아주 잠시 저널 데스 사반트스라는 새로운 제목으로 다시 등장했지만 1816년까지 정기적인 출판을 재개하지 않았다. 그 때부터 프랑스 협회의 후원 아래 국립제국에 의해 학술지가 출판되었다. 1908년부터 2020년까지 아카데미 비문집(Académie des Inscriptions et Belles-Letres)의 후원 하에 출판되었다. 2021년에 벨기에의 회사인 피터스가 출판을 인수했다. 프랑스 인문학 학술지의 선두를 이어가고 있다.

## 같이 보기
- 인문학
- 과학